# Liste der Naturdenkmale in Täferrot
| Naturdenkmale | Anzahl |
| ------------- | ------ |
| FND           | 3      |
| END           | 5      |
| Gesamt        | 8      |

Die Liste der Naturdenkmale in Täferrot nennt die verordneten Naturdenkmale (ND) der im baden-württembergischen Ostalbkreis liegenden Gemeinde Täferrot. In Täferrot gibt es insgesamt acht als Naturdenkmal geschützte Objekte, davon drei flächenhafte Naturdenkmale (FND) und fünf Einzelgebilde-Naturdenkmale (END).
Stand: 1. November 2016.

## Flächenhafte Naturdenkmale (FND)
| Name                      | Bild | Kennung     | Einzelheiten | Position | Fläche Hektar | Datum |
| ------------------------- | ---- | ----------- | ------------ | -------- | ------------- | ----- |
| Altwasser nördl. der Lein | BW   | 81360700002 | Täferrot     | ⊙        | 0,4           |       |
| Altwasser südl. der Lein  | BW   | 81360700003 | Täferrot     | ⊙        | 0,9           |       |
| Wiesenmäander der Rot     | BW   | 81360700001 | Täferrot     | ⊙        | 0,2           |       |
| Legende für Naturdenkmal  |      |             |              |          |               |       |

## Einzelgebilde (END)
| Name                          | Bild | Kennung     | Einzelheiten | Position | Fläche Hektar | Datum |
| ----------------------------- | ---- | ----------- | ------------ | -------- | ------------- | ----- |
| 1 Hoflinde in Täferrot        | BW   | 81360700004 | Täferrot     | ⊙        | 0,0           |       |
| 1 Linde beim "Ochsen"         | BW   | 81360700006 | Täferrot     | ⊙        | 0,0           |       |
| 1 Linde in Utzstetten         | BW   | 81360700008 | Täferrot     | ⊙        | 0,0           |       |
| 2 Eichen im Nonnenrain        | BW   | 81360700005 | Täferrot     | ⊙        | 0,0           |       |
| 4 Linden nordwestl.Utzstetten | BW   | 81360700009 | Täferrot     | ⊙        | 0,0           |       |
| Legende für Naturdenkmal      |      |             |              |          |               |       |